# Panta rei (албум Јелене Томашевић)
Panta rei је први студијски албум српске поп певачице Јелене Томашевић. Издат је 2008. године за Минакорд и City Records.
На албуму се, поред нових песама, налазе и песме Оро и Јутро, а као бонус песме управо португалска, шпанска и грчка верзија песме Оро.

## Списак песама
Песме чији је назив подебљан су бонус песме.
| #  | Назив песме      | Трајање |
| -- | ---------------- | ------- |
| 1  | Panta rei        | 4:12    |
| 2  | Кошава           | 3:40    |
| 3  | Океани           | 2:59    |
| 4  | Ако опет одлазиш | 4:41    |
| 5  | Мед и жаока      | 4:51    |
| 6  | Оро              | 3:04    |
| 7  | Не дам на тебе   | 4:20    |
| 8  | Нема кога        | 3:31    |
| 9  | Зови ме данима   | 3:48    |
| 10 | Јутро            | 3:06    |
| 11 | Ноћас дођи ми    | 3:18    |
| 12 | Minha dor        | 3:03    |
| 13 | Έλα αγάπη        | 3:06    |
| 14 | Adiós avor       | 3:04    |
| 15 | Оро (ремикс)     | 5:39    |